# Jakobuskirche (Aschaffenburg)

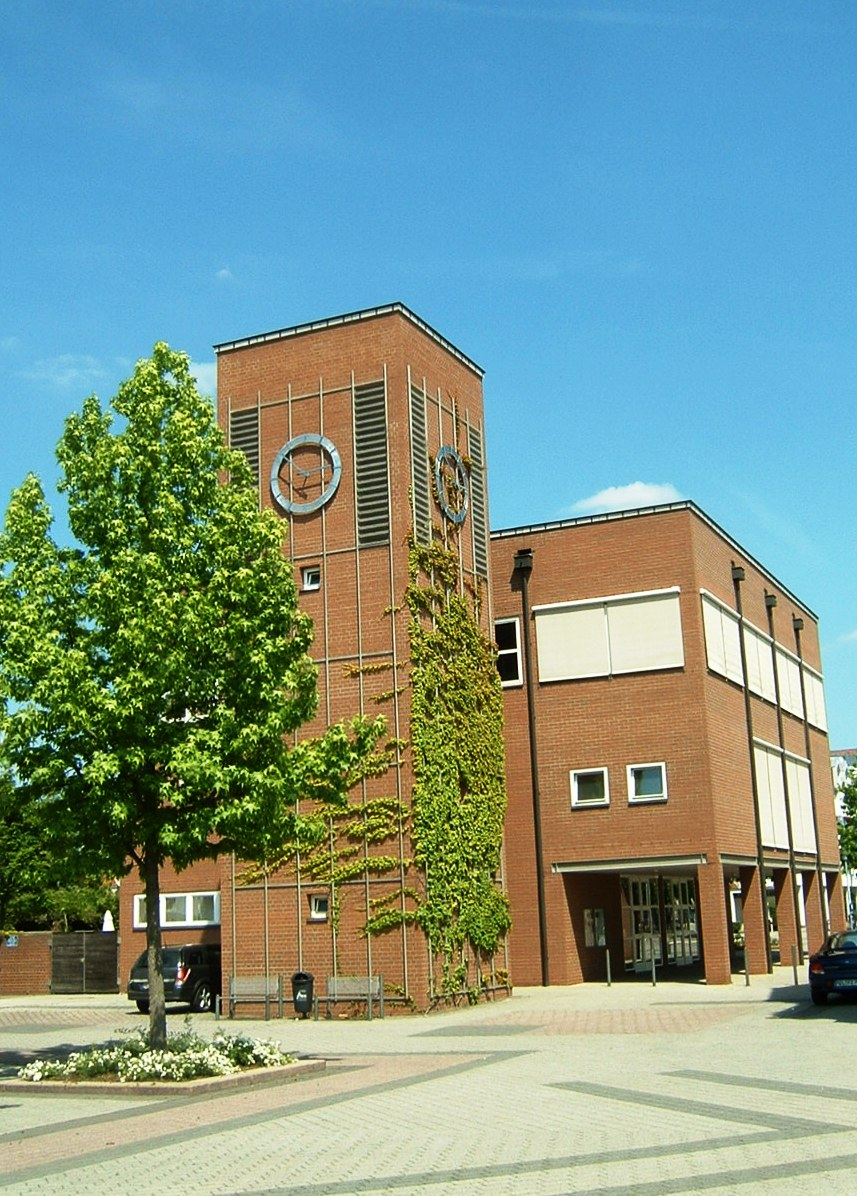
Kirchenzentrum St. Jakobus, 2010

Das Kirchenzentrum St. Jakobus wurde 1997 im Aschaffenburger Stadtteil Nilkheim errichtet.

## Geschichte
Bereits 1825 gab es protestantische Familien auf dem Hofgut des Freiherrn Carl Constantin Victor von Mergenbaum für deren seelsorgerische Betreuung er sogar beim Bayerischen König Ludwig I. vorstellig wurde.
Nach dem Zweiten Weltkrieg wurde erst in einem Schulsaal Gottesdienst gehalten. 1964 erfolgte die Gründung des „Evangelischen Vereins Nilkheim“ mit dem Zweck der Errichtung eines Kirchengebäudes und der Förderung des religiösen Lebens der evangelischen Gemeindeglieder. Mit einem 1967 errichteten Jakobuskirchsaal am Ulmenweg hatte man ein schlichtes Gebäude, konnte aber würdige Gottesdienste feiern.

## Gebäude
Mit der Errichtung des neuen Stadtteilzentrums am Geschwister-Scholl-Platz hatte man auch den Standort für das Kirchenzentrum St. Jakobus gefunden. Der erste Spatenstich erfolgte am 14. Juli 1995 und die feierliche Grundsteinlegung war am 14. Oktober desselben Jahres. Nach den Plänen des Münchener Architekten Theodor Hugues entstand ein 12 m hoher Kubus mit einem Kirchenraum, Mehrzweckräume, Bücherei, Jugendkeller und einem 200 m2 großen Innenhof. Der Kirchenraum mit ca. 200 Sitzplätzen kann mit dem Foyer noch um 50 Sitzplätze erweitert werden.
Unter einem Tonnengewölbe mit interessanten Beleuchtungseffekten (Himmelszelt) eine gemauerte Kanzel, ein Holzaltar, darüber hängt ein modernes Triptychon in Kreuzesform – die Auferstehung Jesu – des Stuttgarter Bildhauers Lukas Derow. Am 1. Juni 1997 wurde im Beisein von Oberkirchenrat Ernst Bezzel, Ansbach, Dekan Dr. Manfred Kießig, Pfarrerin Martin Schardt–Schmidt und Pfarrer Thomas Schmidt das Kirchenzentrum seiner Bestimmung übergeben.

## Glocken
In dem 15 m hohen, freistehenden Campanile läuten drei Glocken, gegossen 1997 in der Glockengießerei Gebrüder Bachert in Bad Friedrichshall – Kochendorf. Die Christusglocke (430 kg), die Gebetsglocke (300 kg) und die Taufglocke (210 kg). Eine vierte Glocke soll einmal das Geläute vervollständigen.

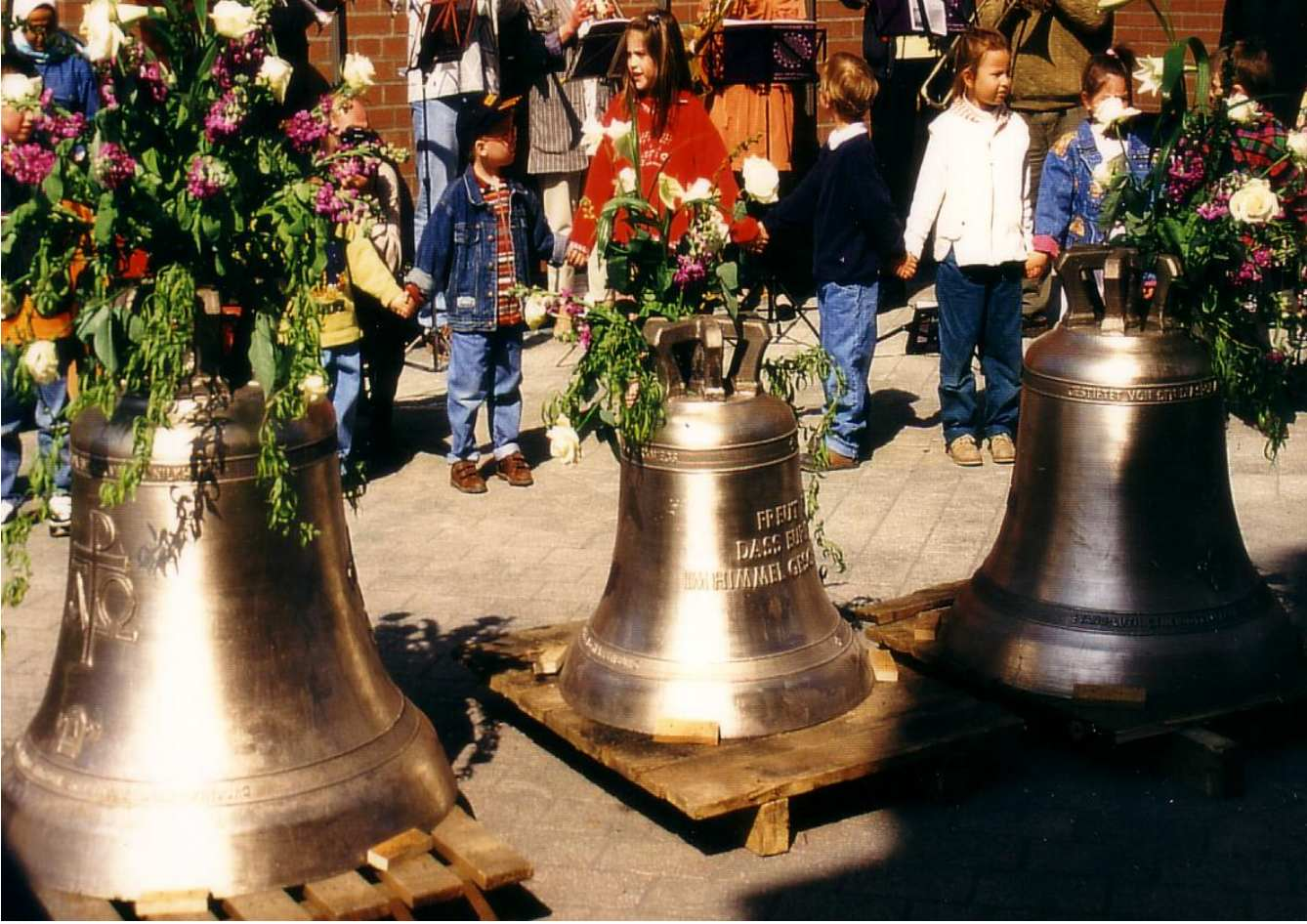
Glockenweihe 1997
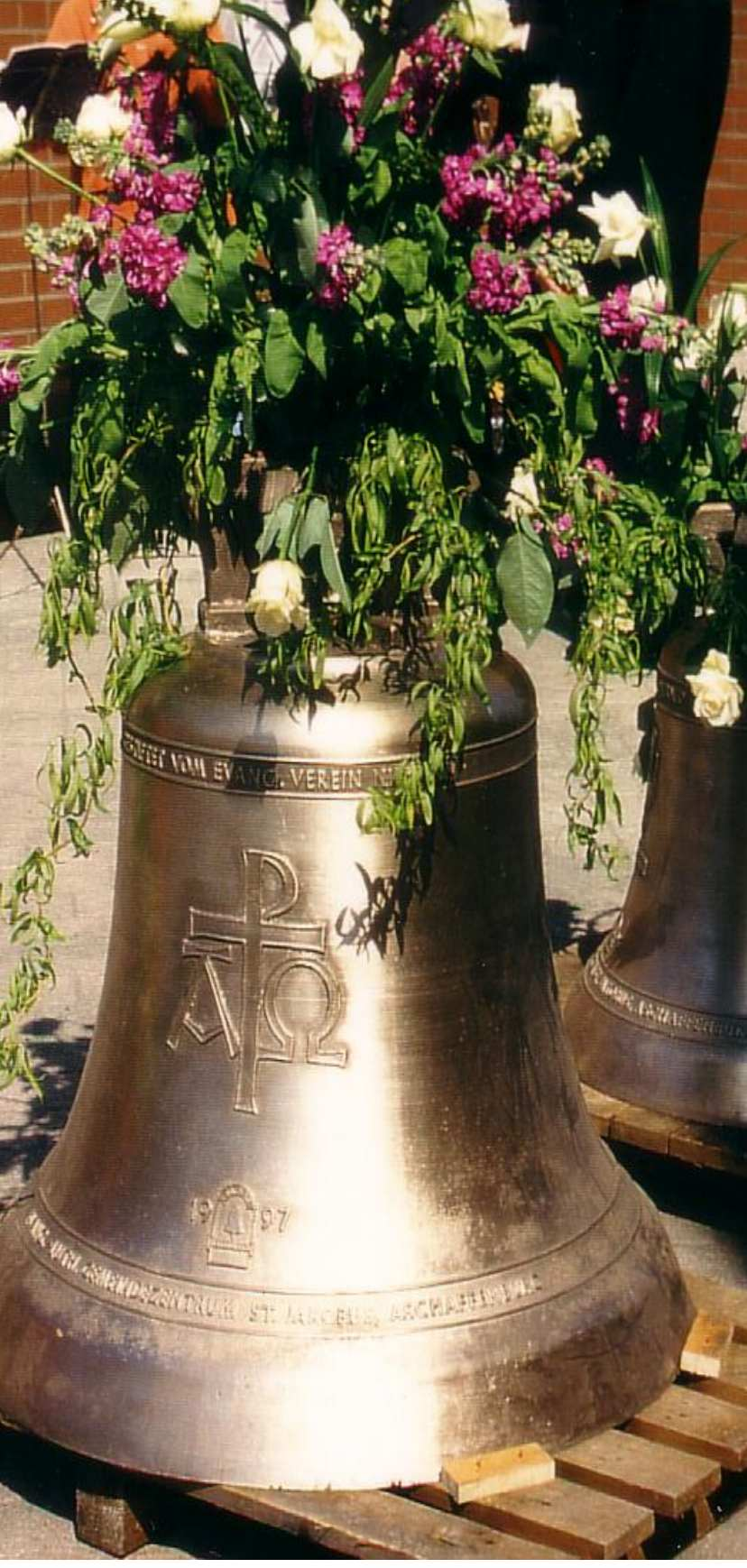

## Orgel

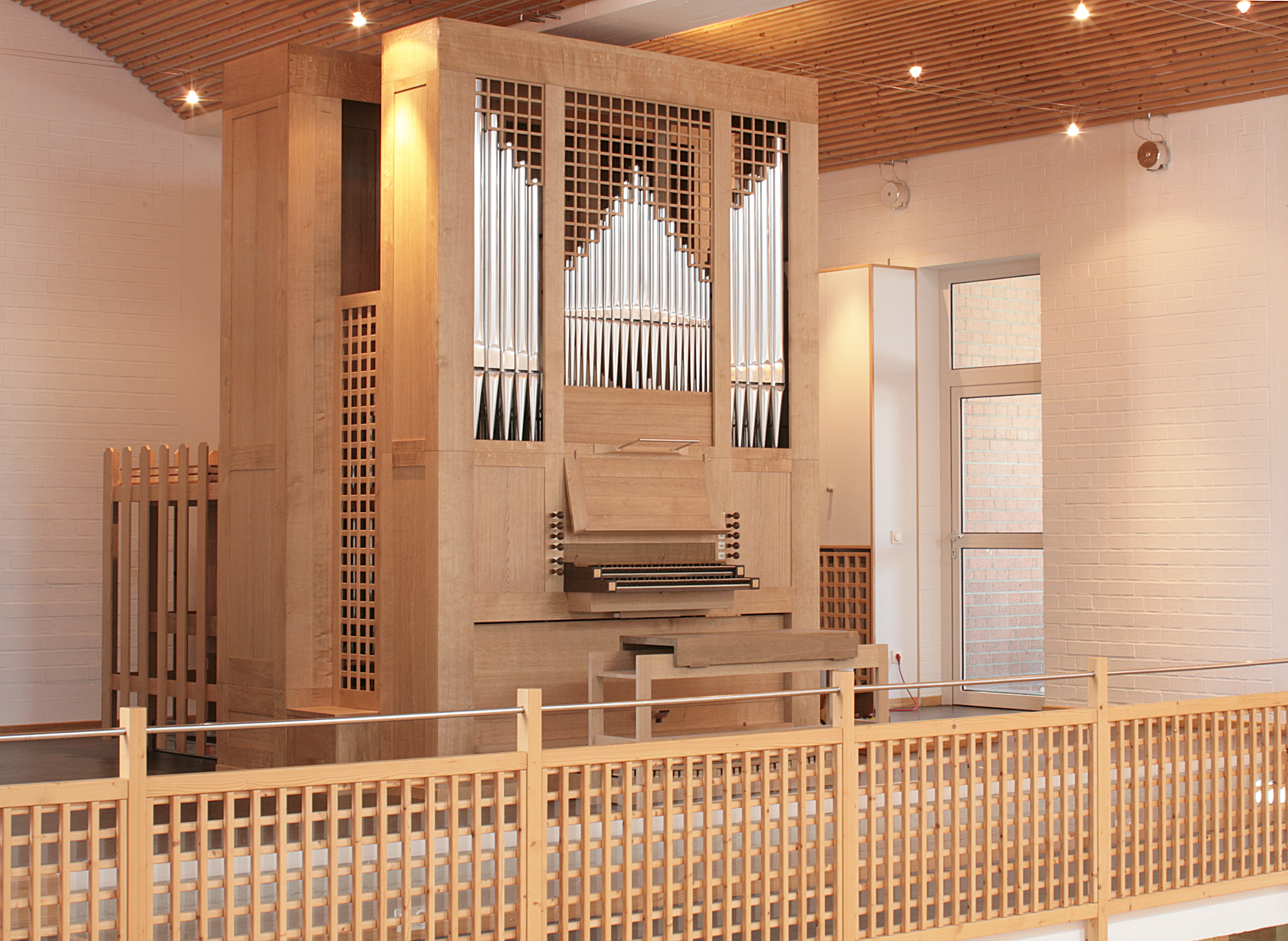
Rohlfs-Orgel von 2006

Die Orgel aus der Seitzenthaler Werkstatt des Orgelbauers Johannes Rohlf mit der Opuszahl 167 aus dem Jahr 2006 hat folgende Disposition:
| I Hauptwerk C–f3 |           |     |
| 1.               | Bordun    | 16′ |
| 2.               | Principal | 8′  |
| 3.               | Rohrflöte | 4′  |
| 4.               | Gemshorn  | 2′  |

| II Positiv C–f3 |           |       |
| 5.              | Gedackt   | 8′    |
| 6.              | Principal | 4′    |
| 7.              | Quinte    | 1 ⁄3′ |
| 8.              | Octave    | 2′    |
| 9.              | Terz      | 4⁄5′  |

| Pedal C–f1 |                      |     |
| 10.        | Subbaß (aus Nr. 1)   | 16′ |
| 11.        | Octavbaß (aus Nr. 2) | 8′  |

- Koppeln: II/I, I/P, II/P
- Kanaltremulant auf ganzes Werk
- Stimmung nach Young-Sorge